# スマイル (お笑いコンビ)
スマイルは、吉本興業（大阪本社）所属のお笑いコンビ。2003年4月結成。

## メンバー

### 瀬戸 洋祐
（せと ようすけ、1982年12月28日 - ）ツッコミ・ネタ作り担当。
大阪府大阪市生野区出身、大阪産業大学経営学部流通学科卒業。身長176cm、体重57kg。血液型A型。4歳上の兄がいる。
顎がしゃくれている。
高校時代は野球部で4番ファースト。3年生の夏の予選では本塁打を打ったらしい。
エアバンド「FIASS(U)」をやっている。
「SETO」と呼ばれる。はなわの楽曲「佐賀県」が流行っていた頃、歌詞をもじって「S・E・T・O せと〜♪」というネタをしていた。
家族揃って同じ寿司屋でアルバイトをしていた。
初キスは高校2年。2008年のバレンタインデーではチョコレートを40個以上もらった。
ナルシストのきれい好きで美意識も高く、エステに行ったり爪もピカピカで手入れをしているらしい。いつも巻いているストールをセトールと称している（『ザテレビジョン』2008年12月26日・2009年1月2日・1月9日合併号、関西版より）。
セトールはプライベートでも着用しており、夏でも巻いているためあせもができたりする（よしもとオンライン『NON STYLEのトークスタイル』2010年2月26日放送より）。
東京の舞台では普段よりも髪を盛るため、西森洋一（モンスターエンジン）から「盛りマサコ」と言われる。
『銀シャリのbaseベイベー』（GAORA）の企画内で「四面楚歌」の意味を理解していなかったり、「食物連鎖」を「やりくり」と書くなど珍解答から「やりくりの楚歌」というあだ名がついた。橋本直（銀シャリ）曰く「中途半端なアホ」。
学生時代、男から痴漢されたことがあるらしい。
下記のよしたかとは対照的に、約5年禁煙している。
『ハンドレッドレディオ』（MBSラジオ）の番組の中で学生時代走るのが速かったこと自慢をしている。
大の読売ジャイアンツファン。
この頃、趣味でタップダンスを始めた。
結婚したことで吉本新喜劇の佐藤太一郎と親戚になった。

### ウーイェイよしたか
（本名：仲村 吉高（なかむら よしたか）、1982年8月7日 - ）ボケ担当。
大阪府大阪市生野区出身。身長168cm、体重60kg。血液型A型。喫煙者。9歳上の兄と8歳上の姉がいる。
名前の通り、「ウーイェイ!」とハイテンションで親指を立てながら叫ぶのが持ちギャグ。
中学時代は成績優秀で生徒会長を務めていたが、高校入学から急に勉強ができなくなり「あの優等生のよしたかが、こんなことになるとは!」と周囲を驚かせた。
高校時代は野球部で7番レフト。
受験した大学は全部落ち、代々木ゼミナールに通ったがまた全部落ちた。
辻調理師専門学校に1年間通い、調理師免許を取得。在学当時はフードファイターのジャイアント白田こと白田信幸と同級生であった。
専門学生時代の視力検査で、右目の視力が3.2あった旨を『相席食堂』（朝日放送テレビ）で語っている。
NSC出身でないため先輩・後輩芸人の区別がつかず、先輩に対して失礼を働くことがよくある。
2016年5月28日、一般女性と6月19日を以ての入籍を発表、12月26日に第1子女児が誕生。
「タウーイェイ!」という田植えをするギャグもある。
サルのキャラクター（通称「ウーイェイサル」）のシャツを着て舞台やテレビに出ている。以前はA BATHING APEのシャツを着ていたこともある。
実家は食堂「仲村食堂」を営んでおり、よしたかお勧めのメニューは「他人丼」。
事務所の大先輩である前田五郎へ挨拶代わりにウーイェイをやったところ、こっぴどく怒られたらしい。
彼女とラブホテルにて頻繁にデートをしていたが、2008年に入ってから振られた。足繁くラブホテルへ通っていたため、ブランドバッグと交換できるほどのポイントが貯まっていたが振られた挙句、ポイントカードを入れたバッグを電車に置き忘れてしまったらしい。
ウーイェイにとってお笑いとは「みんなを幸福にすること」。baseよしもと芸人カウントダウン「座長ドッキリ!芸に熱いランキング」で5位になった。
月亭八方から「（吉本に）今後10年はこのキャラは要りません」と言われたらしい。
西川きよしから「君、脳は大丈夫か？僕がお金出すから脳ドックに行ってきなさい。」と言われた。
高橋茂雄（サバンナ）率いるシゲオボーイズの一員。高橋曰くランクがあり、街中で顔を指差されるAランク。
2012年1月12日放送『ハンドレッドレディオ』（MBSラジオ）で禁煙を命じられるも収録後に無意識で吸ってしまい、1週間後に和田美枝（女と男）と番組ディレクター、プロデューサーが罰ゲームを受けた。さらにその1週間後、22年間禁煙している先輩の大平サブローがゲスト出演して「男と男の約束交わした仲間…裏切れるか?」と言われ、男の約束を交わした。
できる人(川島明（麒麟）・西田幸治（笑い飯）・ノブ（千鳥）)の指示には従うも、できない人(木村卓寛（天津）・ファミリーレストラン)の指示は受けない。お笑い能力、売れているか、信頼があるかを見極めているという。
天津木村が大悟（千鳥）よりウケた時に用いる「ネズミがドラゴンに勝ったぞー」をギャグ帳に記しているが、まだ一度も使ったことはない。
以前は田中一彦（スーパーマラドーナ）と同居していた。そのため現在も田中と食事などに行く際は田中が芸歴では先輩にあたるも、均等に割って支払いをする。
もう中学生と気が合う。
モンスターエンジン西森のことが好きで、何かと理由をつけキスをする。
おっぱいパブに通っている。
一般女性と結婚したが、夫婦で『明石家電視台』（MBSテレビ）へ出演した折に彼女の愛が強すぎて切られた脇毛を御守り代わりにされているとのこと。
妻の男前ランキングでは夫はキムタクより上と語っていた。

## エピソード
- 2人は小さい頃から仲が良く同じ中学・高校で、共に野球部出身である。また瀬戸は別の同級生と「ポルンガ」（ドラゴンボールのキャラクターに由来）というコンビで活動していた。
- 瀬戸とよしたかに離れた場所で同じ質問をして、嫌いな食べ物を聞いてみるとお互いに「なすび」と答え、今の相方以外はパートナーとしては考えられないと発言（ABCお笑い新人グランプリより）。唯一ケンカしたことは、瀬戸が漫才の練習を誘うもよしたかが料理学校での「かつら剥きの練習がしたい」と断った時のみ。
- よしたかは瀬戸と食事する際、「自分、何食う?」と聞かれて「僕、生野区」と返した。瀬戸には「幼馴染なのに、今更どこに住んでいるのか聞く訳がない」と呆れられていた（『鉄筋base』より）。
- 瀬戸が「メグの女王様」と言い出して他の芸人達が訳が分からず首を傾げるなか、よしたかだけが「オズの魔法使いやろ」と相方の言い間違いを理解した（『鉄筋base』より）。
- サバンナ高橋と宇治原史規（ロザン）に、スパでナンパでもしようと誘われた。そのスパに今女の子が大勢いるか確認するため、そのスパの電話番号を電報局へ尋ねるように言われ電報局にかけて、「○○（スパの名前）に今女の子はいますか?」と尋ねた。電報局の職員は「分かりかねます…」としっかり返答した。
- 2009年のよしたかの誕生日には、瀬戸から「これからもずっと横で笑っています」というブログ記事を通じてのお祝いメッセージに対し、よしたかも「僕はずっとそばで瀬戸君を笑かします!」とブログ内記事を使い、返答した。
- 2012年11月25日放送『もってる!? モテるくん』（読売テレビ）のレギュラーを代表して、第2回大阪マラソンにコンビで出場。番組の企画として「フォトを撮る時いつもモテ顔の瀬戸はフルマラソン中でもカメラを向けられるとモテ顔をするのか!?」を検証するため、途中で藤崎マーケットの度重なる足止めに遭いながらも6時間9分10秒で2人揃って完走した。
- アサスマ!のレギュラー、バキバキ☆ビート!Ⅱの司会、単発ではあるが冠旅番組のスマイルの若狭えがお夏旅等、サンテレビに冠番組やレギュラーが多い。

## 芸風
主に漫才を行う。2008年頃からは、非常にテンポの速い漫才を演じるようになった。瀬戸は賞レースへ出場した際、「自分たちのスタイルが見えた」とコメントしている。

## 出囃子
Hi-STANDARD「My First Kiss」

## 賞レースなどでの戦績

### M-1グランプリ
| 年度   | 成績         | 会場                 | 日時       | 備考         |
| ------ | ------------ | -------------------- | ---------- | ------------ |
| 2002年 | 2回戦進出    |                      |            |              |
| 2003年 | 3回戦進出    | NGKスタジオ          | 2003/11/16 |              |
| 2004年 | 準決勝進出   | なんばグランド花月   | 2004/11/27 |              |
| 2005年 | 3回戦進出    | NGKスタジオ          | 2005/11/27 |              |
| 2006年 | 準決勝進出   | なんばグランド花月   | 2006/12/10 |              |
| 2007年 | 準決勝進出   | なんばグランド花月   | 2007/12/09 |              |
| 2008年 | 準決勝進出   | なんばグランド花月   | 2008/12/06 |              |
| 2009年 | 準決勝進出   | なんばグランド花月   | 2009/12/05 |              |
| 2010年 | 準々決勝進出 | なんばグランド花月   | 2010/12/04 | 予選68位     |
| 2015年 | 3回戦進出    | よしもと漫才劇場     | 2015/10/27 |              |
| 2016年 | 3回戦進出    | よしもと漫才劇場     | 2016/10/19 |              |
| 2017年 | 準々決勝進出 | メルパルクホール大阪 | 2017/11/02 |              |
| 2018年 | 3回戦進出    | よしもと漫才劇場     | 2018/10/22 | ラストイヤー |

### その他
- 2008年 第29回 ABCお笑い新人グランプリ 審査員特別賞
- 2008年 第38回 NHK上方漫才コンテスト 決勝進出
- 2009年 第24回 NHK新人演芸大賞 演芸部門大賞
- 2010年 第45回 上方漫才大賞 新人賞
- 2010年 第8回 MBS新世代漫才アワード 優勝

## 出演

### テレビ
現在レギュラー出演
- ウラマヨ!（関西テレビ、2010年4月 - ） - 準レギュラー
- せやねん!（毎日放送、2011年5月21日 -） - 第2部のみ隔週出演
- アサスマ!（サンテレビ、2017年7月 - ） - レギュラー
- バキバキ☆ビート!Ⅱ（サンテレビ、2017年10月 - ） - 司会
- よしもと新喜劇NEXT〜小籔千豊には怒られたくない〜（毎日放送、2021年9月 - ） - 瀬戸のみ準レギュラー
- 草彅やすともの うさぎとかめ（読売テレビ、2022年5月15日 - )   - よしたかのみ（かめ役）、不定期出演
- わかラ部（2025年4月4日 - 、テレビ和歌山）[15]

過去のレギュラー出演
- なるトモ!（金：読売テレビ、2004年5月 - 2009年3月） - 隔週出演
- みみヨリぃ!?（テレビ大阪、2006年4月 - 2007年9月）
- 鉄筋base（関西テレビ、2008年4月 - 2009年3月）
- ぶったま!（関西テレビ、2008年4月 - 2009年9月）
- トミーズのはらぺこキッチン 極（関西テレビ、2008年4月 - 2010年3月） - よしたかのみ（ナレーション）
- あほやねん!すきやねん!（NHK大阪放送局、2008年4月 - 2013年3月） - 月曜日レギュラー（2008年4月 - 2009年3月）→火曜日レギュラー（2009年4月 - 2013年3月）
- 炎上base（関西テレビ、2009年4月 - 2010年3月）
- レッドカーダ!（テレビ大阪、2010年9月26日 - 10月17日）
- ほっとけ!3人組（朝日放送テレビ、2011年4月10日 - 2012年4月1日）
- わっしょい!5up（朝日放送テレビ、2011年5月14日 - 2012年3月25日）
- あしたモテ期にな〜れ! てるてるモテるちゃん（読売テレビ、2012年1月7日 - 2012年3月10日）
- もってる!? モテるくん（読売テレビ、2012年3月17日 - 2013年2月23日）
- 大阪発しゃべるランチタイム なにしよ!?（テレビ大阪、2013年7月8日 - 2014年3月） - 金曜・レギュラー
- バキバキ☆ビート!（サンテレビ、2015年10月 - 2017年3月） - 司会
- 雨上がりのナニモン!?（関西テレビ、2017年4月 - 2018年3月） - 不定期出演
- 目指せ!地デジ芸人 ウーイェイ（NHK大阪放送局） -  地上デジタル放送PRのミニ番組
- 雨上がりの「Aさんの話」～事情通に聞きました！～（朝日放送テレビ、2016年1月5日 - 2019年3月） - 準レギュラー
- かまちょ（毎日放送、2019年4月 - 2020年3月） - 6組の芸人が交替でリポーターを担当。火 - 木出演
- 夕方 NMB48 （Kawaiian TV、2015年11月19日） 司会
- ジモイチドライブ〜地元の一番でおもてなし旅〜（朝日放送テレビ、2015年1月 - ） - 不定期出演
- マヨなか笑人（読売テレビ） - 『わざわざリサーチ』のコーナー
- やすともの恋愛島（朝日放送テレビ、2019年11月 - ） - ナビゲーター
- NMBとまなぶくん（関西テレビ、2013年4月11日 - 2020年3月 ） - 不定期出演
- まちけん参上!（NHK、2016年4月10日 - 2020年3月） - 不定期出演
- 快傑えみちゃんねる（関西テレビ）- 不定期出演
- キャスト（朝日放送テレビ、2020年3月31日 - 2021年3月23日）- よしたかのみ　火曜日コーナーレギュラー
- ガッツ100%テレビ 〜笑いと愛が企業を救う〜（2025年1月25日 - 5月10日、BSよしもと） - よしたかのみシーズンレギュラー

冠番組
- スマイルの若狭えがお夏旅（サンテレビ・KBS京都、2019年7月7日）

### ラジオ
- baseよしもとガンラジ（木：ラジオ大阪、2007年4月 - 2008年3月）
- オンスト（火：YES-FM）
- baseよしもと ナマワラb（ラジオ大阪、2008年3月 - 2011年1月） - 金曜（2008年4月 - 2009年4月）→火曜（2009年4月 - 2011年1月）
- 5upよしもと ガチモリ（火：ラジオ大阪、2011年1月 - 2012年3月）
- ハンドレッドレディオ 第1部 八光・スマイルのおしゃべり親分（MBSラジオ、2011年4月 - 2014年3月）
- スマイルのあいウーイェイお（KBS京都ラジオ、2013年10月 - 2015年9月）
- 浮かれてマンデーナイト 第2部 八光・スマイルのおしゃべり親分（MBSラジオ、2014年3月 - 2015年3月）

### 映画
- 破戒（2022年7月8日公開、東映ビデオ）（よしたかのみ）

### CM
- エイチ・アイ・エス「初夢フェア」（2010年12月 - 2011年1月）

### Web
- モノボケBATTLE（2010年、エイチ・アイ・エス関西）

## 雑誌
- お笑いポポロ 2008年2月号 Vol.22、2008年5月号 Vol.23
- お笑いTV LIFE Vol.1

## 単独ライブ
- 2005年
  - 09月16日 - 「笑顔100%」（baseよしもと/大阪）
- 2006年
  - 07月02日 - 「元気100倍」（baseよしもと/大阪）
  - 12月18日 - 「勇気100倍」（baseよしもと/大阪）
- 2007年
  - 06月15日 - 「スマイル漫」（baseよしもと/大阪）
  - 07月02日 - 2Hユニットライブ ｢テンジャルマイル｣（baseよしもと/大阪）
  - 09月03日 - ユニットライブ「Happy Night」（baseよしもと/大阪）
  - 09月26日 - 2Hユニットライブ ｢テンジャルマイル｣（baseよしもと/大阪）
  - 12月22日 - 「スマイル漫」（baseよしもと/大阪）
- 2009年
  - 03月15日- 「スマイル漫」（baseよしもと/大阪）